# Linedata
Linedata ou Linedata Services est une société éditrice de progiciels en mode SaaS, à destination principalement des professionnels de la gestion d'actifs, de l'assurance et des financements. Elle est cotée à la bourse de Paris.

## Histoire
La société est créée en 1998 avec le rapprochement des trois sociétés GSI Division des Banques, Line Data et BDB Participation. Anvaraly Jiva, diplômé de l'Université de Lyon en ingénierie informatique, à l'époque patron et co-créateur de GSI, est le PDG du groupe Linedata. Dès 1999, Linedata entame sa croissance externe, en rachetant la société luxembourgeoise de gestion de portefeuille Bimaco Finance présente en Belgique et en Suisse afin de renforcer son activité sur le continent européen. En 2000, Linedata est introduite en la Bourse de Paris.
En plus d'étendre son implantation géographique, Linedata enrichit son catalogue en acquérant des solutions complémentaires, comme Thomson Financial en 2003 qui lui permet d'intégrer Icon ASP, Icon Retail et Preview. En 2005, Linedata pénètre le marché américain et asiatique grâce à GIS et Beauchamp Financial Technologies, également présents en Grande-Bretagne.
En parallèle, Linedata utilise ces acquisitions pour développer sa stratégie off-shore. Dès 2000, elle s'installe à Tunis. Depuis 2013, ce mouvement s'accélère avec l'ouverture de sites à Chennai, Riga ou encore Casablanca en 2016. Sur cette période, Linedata lance le Plan RISE se focalisant sur une croissance plus organique.
En 2013, Linedata rachète l'activité de crédits CapitalStream, offrant à ses clients des solutions front to back sur le secteur des Crédits et Financements en Amérique du Nord et en Europe.
En 2017, Linedata effectue deux acquisitions majeures : Gravitas et Quality Risk Management & Operations (QRMO). La première lui ouvre les portes de New York et Mumbai tout en approfondissant les technologies middle office et les services cloud pour les hedge funds. La seconde se situe à Hong Kong et renforce la pénétration asiatique démarrée en 2005.
Ces intégrations coïncident avec les 20 ans du groupe, qui augmente ses dépenses en R&D et le budget accordé aux équipes de développement présentes en Inde, en Lettonie et en Tunisie.
En 2019, Linedata achète la fintech française Loansquare fondée en 2016. La plateforme associée met en relation les banques, les entreprises et les collectivités pour faciliter l'accord et la gestion de crédits.

## Activité
Linedata Services est spécialisée dans la conception, le développement, l'intégration, l'hébergement, tout comme la maintenance et le conseil à travers un catalogue de plus de 25 logiciels allant du back au front office.  
Avec 20 bureaux plus de 700 clients répartis dans 50 pays, le groupe Linedata atteint un chiffre d'affaires de 173,2 millions d'euros en 2018. Il réalise plus de 70% de son chiffre d'affaires hors de France et ses sites off-shore représentent un tiers de ses 1300 collaborateurs.

## Actionnaires
Au 29/09/2019.
| Nom                       | Actions   | %     |
| Anvaraly Jiva             | 3 718 175 | 51,8% |
| Linedata Services         | 515 547   | 7,18% |
| Amiral Gestion            | 355 724   | 4,95% |
| Linedata (plan d'épargne) | 83 173    | 1,16% |
| Michael de Verteuil       | 24 134    | 0,34% |